# L'Accordeur (film, 1922)
Pour les articles homonymes, voir Accordeur et Clarence.
Pour plus de détails, voir Fiche technique et Distribution.
L'Accordeur (Clarence) est un muet américain réalisé par William C. de Mille, sorti en 1922.

## Synopsis
Le père d'une famille excentrique, les Wheeler, embauche un ex-soldat, Clarence, comme homme de mains. Clarence s'éprend de la gouvernante de la famille, Violet. Quant à Mme Wheeler, elle nourrit peu à peu une attirance grandissante pour Clarence. De son côté, Hubert Stein, le secrétaire de M. Wheeler, montre un jour à M. Wheeler un article sur un certain Charles Smith, déserteur de l'armée, et insiste sur le fait que Clarence serait en réalité Charles Smith. S'ensuivent alors des complications.

## Fiche technique
- Titre original : Clarence
- Titre français : L'Accordeur
- Réalisation : William C. de Mille
- Scénario : Clara Beranger, d'après la pièce de Booth Tarkington de 1919[1].
- Directeur de la photographie : Guy Wilky
- Société de production : Famous Players-Lasky Corporation
- Dates de sortie : 
  - États-Unis : 15 octobre 1922
  - France : 16 mai 1924

## Distribution
- Wallace Reid : Clarence Smith
- Agnes Ayres : Violet Pinney
- May McAvoy : Cora Wheeler
- Kathlyn Williams : Mrs. Wheeler
- Edward Martindel : Mr. Wheeler
- Robert Agnew : Bobby Wheeler
- Adolphe Menjou : Hubert Stein
- Bertram Johns : Dinwiddie
- Dorothy Gordon : Della
- Maym Kelso :  Mrs. Martin